# Phyllognathia ceratophthalma
Phyllognathia ceratophthalma is een garnalensoort uit de familie van de Hymenoceridae. De wetenschappelijke naam van de soort is voor het eerst geldig gepubliceerd in 1913 door Balss.